# Smirnita
La smirnita és un mineral de la classe dels òxids. Rep el nom de Vladimir Ivanovich Smirnov (18 de gener de 1910, Moscou, Imperi Rus - 16 de juny de 1988, Moscou, URSS), del departament de geologia de la Universitat Estatal de Moscou.

## Característiques
La smirnita és un tel·lurit de fórmula química Bi₂Te4+O₅. Va ser aprovada com a espècie vàlida per l'Associació Mineralògica Internacional l'any 1982, sent publicada per primera vegada el 1984. Cristal·litza en el sistema ortoròmbic. La seva duresa a l'escala de Mohs es troba entre 3,5 i 4.
Segons la classificació de Nickel-Strunz, la smirnita pertany a «04.JK - Tel·lurits sense anions addicionals, sense H₂O» juntament amb els següents minerals: winstanleyita, walfordita, spiroffita, zincospiroffita, balyakinita, rajita, carlfriesita, denningita, chekhovichita, choloalita, fairbankita, plumbotel·lurita, magnolita, moctezumita, schmitterita i cliffordita.
L'exemplar que va servir per a determinar l'espècie, el que es coneix com a material tipus, es troba conservat a les col·leccions del Museu Mineralògic Fersmann, de l'Acadèmia de Ciències de Rússia, a Moscou (Rússia), amb el número de registre: 82767.

## Formació i jaciments
Va ser descoberta a la mina Zod, a Vardenis (Província de Guegharkunik, Armènia). També ha estat descrita a Polònia, Geòrgia, el Kazakhstan, Rússia, Ucraïna i Espanya.